# 蒙得維的亞省
蒙得維的亞省（Departamento de Montevideo）為南美國家烏拉圭十九省之一省，位於烏拉圭最南部的國境，該省首府為蒙得維的亞，右邊緊接卡内洛内斯省。